# Manfred Eger
Manfred Eger (geb. 17. September 1927 in Wallenfels; gest. 29. Februar 2016 in Bayreuth) war ein deutscher Journalist, Schriftsteller und Museumsleiter.

## Biographie
Egers Laufbahn begann in den 1950er Jahren in der Redaktion der Bayreuther Tageszeitung Fränkische Presse, wo er, wie später beim Nordbayerischen Kurier, als Kulturredakteur und -kritiker tätig war. 1973 betraute Oberbürgermeister Hans Walter Wild den Richard-Wagner-Forscher mit der Leitung der Richard-Wagner-Gedenkstätte, die er in Wagners Bayreuther Wohnhaus Wahnfried überführte und zum Richard Wagner Museum erweiterte. Daneben war er am Aufbau der Bayreuther Jean-Paul- und Franz-Liszt-Museen maßgeblich beteiligt.
Zum Thema Richard Wagner konzipierte Eger Ausstellungen und Rundfunkbeiträge. Er verfasste zahlreiche Publikationen, darunter mehrere Bücher.

## Werke
- Merkwürdigkeiten um das Bayreuther Dreigestirn. Markgräfin Wilhelmine, Jean Paul, Richard Wagner. Druckhaus Bayreuth, Bayreuth 1975.
- Bayreuther Profile. Druckhaus Bayreuth, Bayreuth 1984, ISBN 3-922808-08-5.
- Wagner und die Juden. Fakten und Hintergründe. Eine Dokumentation zur Ausstellung im Richard-Wagner-Museum Bayreuth. Druckhaus Bayreuth, Bayreuth 1985.
- Bayreuth. Wie es uns gefällt. Gondrom, Bindlach 1988, ISBN 3-8112-0570-6.
- Wenn ich Wagnern den Krieg mache. Der Fall Nietzsche und das Menschliche, Allzumenschliche. Neff, Wien 1988, ISBN 3-7014-0262-0.
- Nietzsches Bayreuther Passion. 1. Auflage. Rombach, 2001, ISBN 3-7930-9283-6.
- Alle 5000 Jahre glückt es. Richard und Cosima Wagner. Zeugnisse einer außergewöhnlichen Verbindung. 1. Auflage. Hans Schneider, 2010, ISBN 978-3-7952-1302-2.
- Auf dem Weg nach Wahnfried. Ellwanger, Bayreuth 2011, ISBN 978-3-925361-96-8.